# Mpho Madi
Mpho Madi (ur. 30 maja 1988) – południowoafrykańska zapaśniczka walcząca w stylu wolnym. Zajęła 21 miejsce na mistrzostwach świata w 2013. Brązowa medalistka igrzysk afrykańskich w 2007. Trzecia na igrzyskach wspólnoty narodów w 2014 i czwarta w 2010. Trzecia na mistrzostwach Afryki w 2008. Wicemistrzyni mistrzostw Wspólnoty Narodów w 2009 i trzecia w 2013 roku.